# Shakira
Shakira Isabel Mebarak Ripoll (Barranquilla, Kolumbija, 2. veljače 1977.), kolumbijska latino pop pjevačica i kantautorica. Nazvana je "kraljicom latinske glazbe".
S diskografijom od 145 pjesama, Shakira je prodala više od 80 milijuna albuma, što je čini jednom od najprodavanijih glazbenih umjetnica svih vremena. Dobila je brojne nagrade, uključujući tri nagrade Grammy, dvanaest Latin Grammy nagrada, četiri MTV Video Music Awards, sedam Billboard Music Awards, trideset i devet Billboard Latin Music Awards, šest Guinnessovih svjetskih rekorda i zvijezdu na Hollywood Walk of Fame. Dvaput ju je Billboard proglasio najboljom latino izvođačicom desetljeća (2000-ih i 2010-ih). Imenovana je u Predsjedničko savjetodavno povjerenstvo za obrazovnu izvrsnost Hispanoamerikanca u SAD-u 2011., a francuska vlada odlikovala ju je 2012. Chevalier of the Order of Arts.  

## Životopis
Znana samo kao "Shakira" poznata je po svojim pjesmama, a neke od njih su: "Estoy Aqui", "Ciega, Sordomuda", "Ojos Asi", "Whenever, Wherever", "Underneath Your Clothes", "La Tortura", "Hips Don't Lie",  "Waka Waka (This Time for Africa)", "Loca" i po svom provokativnom trbušnom plesu i micanju bokovima. Trbušni ples naučila je od bake Libanonke. Govori portugalski, španjolski, engleski, francuski, talijanski i arapski jezik.
Prvi album je izdala s 14 godina. 
Za vrijeme svjetske turneje Oral Fixaton, Shakira je posjetila i Hrvatsku, održavši koncert u Velikoj Gorici 15. srpnja 2006. godine te u zagrebačkoj Areni 10. svibnja 2011. godine u sklopu turneje Sale El Sol /The Sun Comes Out. 

## Diskografija

### Albumi
- Magia (1991.)
- Peligro (1993.)
- Pies Descalzos (1996.)
- ¿Dónde Están los Ladrones? (1998.)
- Laundry Service (2001.)
- Fijación Oral Vol. 1 (2005.)
- Oral Fixation Vol. 2 (2005.)
- She Wolf (2009.)
- Sale el Sol (2010.)
- Shakira (2014.)
- El Dorado (2017.)
- Las Mujeres Ya No Lloran (2024.)